# Championnat de Tunisie masculin de volley-ball 1965-1966
Navigation
Saison précédente Saison suivante
Le championnat de Tunisie masculin de volley-ball 1965-1966 est disputé par les dix meilleurs clubs du pays. Une fois encore, un club fait défaut, le Club sportif et artistique de Bizerte, qui a enregistré cinq forfaits. Pourtant, il avait obtenu deux victoires en phase aller et semblait être bien parti pour sauvegarder sa place parmi l'élite.
L'Espérance sportive de Tunis continue sa mainmise sur la compétition et remporte le doublé championnat et coupe de Tunisie pour la troisième fois consécutive. Son effectif est constitué de Hassine Belkhouja, Raouf Bahri, Mustapha Annabi, Moncef Haddad, Fethi Caïd Essebsi, Faouzi Chiboub, Noureddine Denguezli, Mohamed Caïd Essebsi, Rafik El Kamil, Moncef Guellati, Anouar Belkhouja, Mustapha Bayrem et Ben Sedrine[Qui ?]. Invaincue tout au long de la saison, elle ne concède que trois sets.

## Division nationale
Le classement final est le suivant :
| Rang | Équipe                                | Points | Matchs | Victoires | Défaites | Forfaits ou pénalités | Sets pour | Sets contre |
| 1    | Espérance sportive de Tunis           | 36     | 18     | 18        | 0        | 0                     | 54        | 3           |
| 2    | Club sportif goulettois               | 33     | 18     | 15        | 3        | 0                     | 47        | 23          |
| 3    | Avenir sportif de La Marsa            | 31     | 18     | 13        | 5        | 0                     | 41        | 28          |
| 4    | Saydia Sports                         | 30     | 18     | 12        | 6        | 0                     | 42        | 25          |
| 5    | Union culturelle de Sfax              | 29     | 18     | 11        | 7        | 0                     | 37        | 28          |
| 6    | Club olympique de Kélibia             | 25     | 18     | 7         | 11       | 0                     | 30        | 33          |
| 7    | Club sportif des cheminots            | 22     | 18     | 5         | 12       | 1                     | 27        | 42          |
| 8    | Club olympique du Kram                | 22     | 18     | 4         | 14       | 0                     | 20        | 44          |
| 9    | Zitouna Sports                        | 21     | 18     | 3         | 15       | 0                     | 16        | 47          |
| -    | Club sportif et artistique de Bizerte | FG     |        |           |          |                       |           |             |

## Division 2
47 équipes participent au championnat de division 2 organisé au niveau régional en sept poules. Les champions sont :
- Tunis et banlieue : Al Hilal
- Centre : Étoile sportive du Sahel
- Nord : Olympique de Béja
- Nord-Ouest : Association sportive de Souk El Arbâa
- Sud : El Amal sportif de Sfax
- Sud-Est : Stade gabésien
- Sud-Ouest : Étoile sportive de Métlaoui

Pour constituer une division nationale de douze clubs, les trois premières équipes des barrages assurent leur accession en division nationale. Il s'agit d'El Amal sportif de Sfax, d'Al Hilal et de l'Étoile sportive du Sahel.